# Neoterpes
Neoterpes is een geslacht van vlinders van de familie spanners (Geometridae), uit de onderfamilie Ennominae.

## Soorten
- N. edwardsata Packard, 1871
- N. ephelidaria Hulst, 1886
- N. graefiaria Hulst, 1887
- N. trianguliferata (Packard, 1871)